# Sansevieria suffruticosa
Espèce
Classification APG III (2009)
Sansevieria suffruticosa, également appelée Dracaena suffruticosa, est une espèce de plantes de la famille des Liliaceae et du genre Sansevieria.

## Description

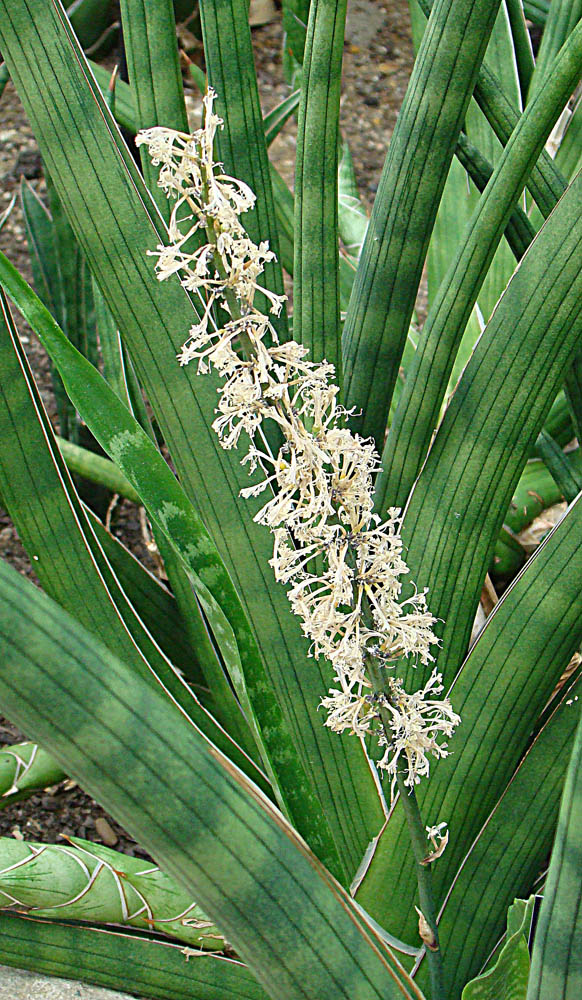
Inflorescence de Sansevieria suffruticosa.

Plante succulente, Sansevieria suffruticosa est une espèce de sansevières à courte pseudo-tige (2 à 7,5 cm), avec des feuilles longues (60 à 80 cm), quasiment cylindriques (diamètre 2 à 3,5 cm), rugueuses et cannelées, de couleur vert-foncé avec des striures vert-clair.
Elle a été identifiée comme espèce à part entière en 1915 par le botaniste britannique Nicholas Edward Brown.

## Distribution et habitat
L'espèce est originaire d'Afrique orientale, présente au sud de l'Éthiopie, au Kenya, en Tanzanie et au Malawi. Elle pousse dans les zones rocheuses (humides et sèches) entre 750 et 2 200 m d'altitude, souvent près des lits de rivières,.

## Synonymes et cultivars
L'espèce présente un synonyme, :
- Dracaena suffruticosa (N.E Brown, 1915 ; Byng & Christenh. 2018)

et possède deux variétés :
- Sansevieria suffruticosa var. suffruticosa (N.E Brown, 1915)
- Sansevieria suffruticosa var. longituba (Pfennig, 1981)